# Ambro Pietor
Ambro Pietor (pseudonymy: Bobrovecký a A. Petrov; 15. října 1843, Bobrovec, Uhersko – 3. prosince 1906, Martin, Uhersko) byl slovenský novinář a publicista. Je pochován na Národním hřbitově v Martině.

## Životopis
Gymnaziální studia absolvoval v Levoči, odkud ho pro národnostní přesvědčení vyhodili, a v Banské Bystrici, kde v roce 1866 odmaturoval. Následně studoval právo v Pešti, ve Vídni a v Praze. Byl to aktivní obhájce slovenských práv. Za údajné pobuřování byl v roce 1868 s dalšími vlastenci pronásledovaný a vězněný v Banské Bystrici. Od roku 1870 působil jako redaktor v Národních novinách v Martině. Později, v letech 1881 až 1906, pracoval jako zodpovědný redaktor a vydavatel časopisu Národný hlásník. Byl také členem výboru Matice slovenské, tajemník a iniciátor založení spolku Živena a spoluzakladatel gymnázia v Kláštoru pod Znievom. V roce 1882 se stal čestným členem spolku Tatran ve Vídni.

## Dílo
- 1899 – Na ochranu slovenského ľudu, Martin,
- 17. června 1899 – Z môjho väzenia, Národnie noviny 30, s. 3-5
- 1905 – Nápor-odpor, Martin